# Diederik I van Metz
Diederik I van Metz (in het latijn Theodiricus of Deodericus, ook genoemd Diederik van Hamelant (omstreeks 929 - 7 september 984), was bisschop van Metz van 965 tot 984. Als naaste van keizer Otto I de Grote, van het Heilige Roomse Rijk verzette hij zich tegen de aanspraken van koning Lotharius van Frankrijk op de regio rondom Metz. Hij heeft bijgedragen aan de bouw van de Sint-Vincentiusabdij te Metz en Sint-Goericusabdij te Épinal.

## Familie en afkomst
Hij was de zoon van graaf Eberhard van Bon en van Amalrada en neef langs moederszijde (in het latijn: « consobrinus ») van de keizer Otto I. Zijn moeder was de zus van Mathilde van Ringelheim, de moeder van Otto I.
Hij genoot het eerste deel van zijn opleiding in de abdij van Sankt-Gallen, vervolgens werd hij proost te Worms en kanunnik te Halberstadt.
Vanaf 953 verbleef hij bij zijn kozijn Bruno, aartsbisschop van Keulen de jongere broer van keizer Otto I.

## Bisschop van Metz
In 962 overleed bisschop Adelbero I van Metz. In dezelfde periode volgde Otto I zijn vader Hendrik de Vogelaar en gaf hij gestalte aan een meer centralistische politiek waarbij hij naasten op de belangrijkste machtsposten plaatse. Zo vertrouwde hij zijn broer Bruno van Keulen op als keizer van het Heilig Roomse Rijk de controle over Lotharingen toe.
Het is echter pas op 5 maart 965 dat Diederik tot bisschop wordt gewijd door Dietrich I van Trier nadat de bisschopszetel bijna zo'n drie jaar vacant is gebleven.
Tijdens de eerste jaren van zijn episcopaat verbleef hij zeer frequent aan het keizerlijke hof en was bijgevolg afwezig in zijn bisdom. Hij vergezelde zijn vriend en raadgever Bruno op diens reis naar Compiègne, waarbij deze laatste stierf te Reims. Na Bruno's dood wordt Diederik een van de meest nauwe raadgevers van keizer Otto I. Tussen 967 en 972 verbleef hij met zijn kozijn Otto I in Italië. Hij assisteerde er bij de keizerskroning van Otto en tevens werd hij met de uiterst eervolle taak belast om Theophanu, de dochter van de Byzantijnse keizer die Otto als bruid voor zijn zoon gekozen had, te ontvangen op de Italiaanse kust.
In 968 stichtte hij de Sint-Vincentiusabdij te Metz en in 972 de abdij te Epinal. Hij trad op als beschermheer van talrijke kerken en kloosters.
Na de dood van Otto I behield Diederik zijn invloed aan het hof van Otto II. Hij verdedigde met succes de stad Metz bij de belegering van deze stad door de Franse koning Lotharius in 978. Na deze goede afloop kwam Otto II naar Metz en werd er koning van Lotharingen gekroond. De Franse legers wordt terug gedreven tot de omgeving van Parijs en in 978 kroonde Diederik Karel van Neder-Lotharingen tot koning der Franken.
Opnieuw vergezelde Diederik de keizer in 981 naar Italië. Na de dood van Otto II in december 983 koos hij -vermoedelijk na een beloofde wederdienst- partij voor Hendrik II van Beieren als troonopvolger. Deze alliantie bezorgde hem problemen in Lotharingen, alwaar de keizerlijke fractie dominant was. Als gevolg hiervan moest hij de oorlog verklaren te Verdun en wordt hij zo tegenstander van Karel van Neder-Lotharingen.
Hij stierf op 7 september 984. Door de katholieke kerk wordt hij als zalige beschouwd.

## Werken
Diederik was tevens schrijver. Zijn Italiaanse reizen inspireerden hem tot het verschrijven van verschillende vitae naar aanleiding van de verschillende heiligenrelieken die hij zag. Deze werken zijn echter verloren gegaan.
Sigisbert van Gembloux en Alpertus van Metz hebben elk een biografie van Diederik geschreven.